# Don’t Stop ’Til You Get Enough
«Don’t Stop ’Til You Get Enough» (с англ. — «Не останавливайся, пока не получишь достаточно») — сингл, записанный американским певцом Майклом Джексоном. Выпущен лейблом Epic Records 28 июля 1979 года, став первым синглом Джексона с его пятого студийного альбома Off the Wall. Написанная самим Джексоном, включая партию на клавишных, песня стала первой самостоятельной записью музыканта, работу над которой он сам и контролировал. Джексон заявил, что текст песни не ссылается на секс, но может выражать желания людей, которые этого хотят.
«Don’t Stop ’Til You Get Enough» стал вторым синглом Джексона, который достиг первого места в американском чарте Billboard Hot 100, и первым за 7 лет с момента предыдущего триумфа Ben, а также стал его первой композицией, занявшей первое место в чарте соул-синглов. Песня попала в первые десятки мировых чартов. За пару месяцев после релиза песня получила золотую сертификацию. В конечном счёте сингл стал платиновым.
«Don’t Stop ’Til You Get Enough» была благоприятно встречена музыкальными критиками того времени. Соответствующее музыкальное видео было выпущено в октябре 1979 года. Клип показывает танцующего Джексона, а также танец с его двойниками в разноцветном окружении. Также Джексон с этой песней, впервые в качестве сольного исполнителя, получил награды «Грэмми» и American Music Award. «Don’t Stop ’Til You Get Enough» обоснованно является первой песней, демонстрирующей истинный талант Джексона в качестве сольного исполнителя как певца, так и композитора. С момента официального релиза песня была перепета многочисленными музыкантами.

## История
В 1978 году Джексон снялся в роли Страшилы в фильме «Волшебник» — экранизации мюзикла Л. Фрэнка Баума «Удивительный волшебник из страны Оз». После съёмок Джексон, будучи ещё участником группы The Jacksons, попросил композитора и звукорежиссёра фильма Куинси Джонса порекомендовать хороших знакомых продюсеров для работы над будущими сольными проектами. Джонс предложил себя, и оба начали работу над Off the Wall. После прослушивания сотен демонстрационных треков оба решились на запись. Туда вошли «Workin’ Day and Night», «Get on the Floor» и «Don’t Stop ’Til You Get Enough». Песни были записаны в звукозаписывающих студиях Лос-Анджелеса. Джексон рассказывал, что, когда им овладела мелодия «Don’t Stop ’Til You Get Enough», он не мог выкинуть её из головы. Он напевал её, прогуливаясь по семейному дому в Энсино. Майкл не играл на инструментах, и его брат Рэнди исполнил мелодию на пианино в семейной звукозаписывающей студии. Когда мать Джексона, будучи Свидетелем Иеговы, услышала песню, она была шокирована содержанием текста. Кэтрин обратила внимание на то, что название песни может быть истолковано как проявление секса. Джексон уверял мать, что песня не ссылается на секс, но сама песня о тех людях, которые хотят его. Джонс, прослушав запись, решил включить её в состав Off the Wall.

## Композиция
В плане музыки «Don’t Stop ’Til You Get Enough» — сплав стилей диско, поп и фанк. Длительность песни на альбоме Off the Wall составляет почти 6 минут. Сингл Джексон исполнил фальцетом с вокальным иканием, которое стало одной из характерных черт его исполнительской манеры. Вместе с вокальным иканием Джексона его голос также характеризуется наличием вокальных тиков икоты, «брюзжания» и звука «oho!». «Don’t Stop ’Til You Get Enough» написана в тональности си мажор, темп — 112 ударов в минуту, диапазон вокальной партии — от G#3 до F#5. В аранжировке использованы пианино и гитары. В начале «Don’t Stop ’Til You Get Enough» звучит небольшая речь Джексона, прежде чем начнется исполнение основного текста.

## Критика
«Don’t Stop ’Til You Get Enough» была хорошо встречена критиками того времени. Стивен Холден из Rolling Stone описал песню как «одну из немногих последних диско-композиций, которые актуальны как танцевальная музыка, и по звуковой феерии сопоставима с песней группы Earth, Wind & Fire — „Boogie Wonderland“». Уильям Рулманн, автор All-Music Guide to Rock, похвалил «Don’t Stop ’Til You Get Enough» как «непреодолимый танцевальный трек». Джон Льюис, один из авторов альманаха «Тысяча и один музыкальный альбом, который стоит прослушать, прежде чем вы умрёте», отметил, что этот «нервный и неистовый начальный трек» является центральным в Off the Wall. Джейсон Элайэс, автор AllMusic, отметил, что «Don’t Stop ’Til You Get Enough» показала «нового Майкла Джексона» сексуальным, взрослым и агрессивным. Элайэс оценил это «как лучшую работу Джонса конца 70-х, ранних 80-х», что «эта песня не совсем диско и не могла быть хардкор-фанком, это смесь стилей с обязательной лёгкостью и вседоступностью».
Биографы Джексона также похвалили эту песню. Дж. Рэнди Тараборрелли ознаменовал её открытием Джексоном «сексуального и игривого фальцета», что «до этого момента ещё никто такого не слышал от него». Нэльсон Джордж заявил, что величие Джексона началось с композиции «Don’t Stop ’Til You Get Enough». Он отметил, что ударные и бэк-вокал «искусно придали танцевальный характер» для того, чтобы «создать атмосферу драмы и экстаза на танцполе». Джеймс Монтгомери отметил, что Off the Wall содержит «мастерскую смесь из пылких диско композиций», в особенности «Don’t Stop ’Til You Get Enough» и «Workin’ Day and Night». Джексон вместе с «Don’t Stop ’Til You Get Enough» выиграл свою первую награду American Music Awards, песня получила победу в номинации Favorite Soul/R&B Single. Джексон также получил свою первую в сольной карьере награду «Грэмми» в номинации «Лучшее мужское вокальное исполнение в жанре R&B».

## Позиции в чартах
«Don’t Stop ’Til You Get Enough» была выпущена 28 июля 1979 года под лейблом Epic Records, став первой сольной записью Джексона после ухода из Motown Records. В течение трёх месяцев после своего релиза песня оставалась на вершинах чартов и получила золотую сертификацию. Достигнув вершины в Billboard Hot 100 и в чартах Hot Soul Singles в Соединённых Штатах, она стала первым сольным синглом Джексона номер один со времён предшествующего хита «Ben», который был выпущен семью годами ранее. Достигнув вершин чартов Австралии, Новой Зеландии, Норвегии и Южной Африки, песня вошла в лучшую десятку чарта Великобритании, где заняла третью позицию. Самую низкую позицию «Don’t Stop ’Til You Get Enough» заняла в Швейцарии, остановившись на 4-м месте. «Don’t Stop ’Til You Get Enough» попал в лучшую десятку во всех крупных странах. После того, как сингл стал золотым, через девять лет он получил платиновую сертификацию от Американской ассоциации звукозаписывающих компаний в 1989 году.
В 2006 году «Don’t Stop ’Til You Get Enough» заняла семнадцатую позицию в Соединенном Королевстве, после кампании «Visionary», когда двадцать лучших синглов Джексона были переизданы в ряде европейских стран. После смерти Джексона в июне 2009 года его музыка увидела новый рост популярности. «Don’t Stop ’Til You Get Enough» достигла номера семь в чарте Billboard’s Hot Digital Songs в июле 2009 года. Также песня вошла в десятку и заняла девятую позицию во Франции, вошла в лучшую двадцатку Португалии и Швейцарии, где заняла восемнадцатое и двадцатое место соответственно. Песня заняла двадцать первое место в Австралии, тридцать седьмое в Соединённом Королевстве, пятидесятое в Швеции. Самой низкой позиции «Don’t Stop ’Til You Get Enough» достигла в Японии, находясь на семьдесят седьмой позиции. «Don’t Stop ’Til You Get Enough» получила платиновую сертификацию в Австралии от Австралийской ассоциации звукозаписывающих компаний в 1987 году за тираж в 70 000 единиц.

## Музыкальное видео

Джексон в клипе «Don’t Stop ’Til You Get Enough».

Музыкальное видео на песню «Don’t Stop ’Til You Get Enough» было снято и спродюсировано Ником Сэкстоном, а его мировая премьера состоялась в октябре 1979 года. Это был первый клип Джексона в качестве сольного артиста. В клипе улыбающийся Джексон парит на фоне абстрактных геометрических фигур и танцует, исполняя «Don’t Stop ’Til You Get Enough» в чёрно-белом смокинге с чёрной бабочкой. В середине клипа Джексон изображен танцующим с двумя своими копиями, что было инновационным приёмом в то время.

## Концертные выступления
Песня исполнялась на втором и третьем этапах Destiny World Tour (1979—1980) и на всех концертах Triumph Tour (1981) группы The Jacksons. Строчки из данной композиции вошли в исполнение песни «Shake Your Body (Down to the Ground)», которая пелась в таком виде на всех концертах Victory Tour (1984) The Jacksons, а также на всех концертах первого этапа дебютного сольного тура Майкла Джексона Bad World Tour (1987). Вошла в попурри «Don’t Stop ‘Til You Get Enough/The Way You Make Me Feel/Scream/Beat It/Black or White/Billie Jean», которое исполнялось на 12-й церемонии награждения MTV Video Music Awards 7 сентября 1995 года, а также на благотворительных концертах MJ & Friends 25 и 27 июня 1999 года. Вошла в попурри «Off the Wall Medley» (состоящее также из песен «Off the Wall» и «Rock with You»), которое исполнялось на некоторых концертах HIStory World Tour (1996—1997). Песню планировалось включить в сет-лист так и не состоявшейся серии концертов певца This Is It.
Исполнение песни с тура Triumph было издано на живом альбоме The Jacksons The Jacksons Live! в 1981 году.

## Наследие
Британский журнал New Musical Express включил данную композицию в свой список «500 величайших песен всех времён», разместив её в нём на 375-й позиции. Джеймс Монтгомери из MTV отметил, что «Don’t Stop ’Til You Get Enough» вместе с тремя остальными синглами из Off the Wall «продемонстрировал (или, более корректно, раскрыл) таланты Джексона в качестве эстрадного певца, вокалиста, и что не менее важно — самостоятельного человека. После смерти Джексона, AOL’s Radio Blog издала список «10 лучших песен Майкла Джексона», где «Don’t Stop ’Til You Get Enough» заняла десятое место. Джейсон Элайэс, автор AllMusic, сказал о песне:
Когда Майкл Джексон спросил Куинси Джонса, не знает ли он продюсера, который помог бы ему со следующими сольными планами, ответ был прост: «Куинси Джонс — а почему бы и нет?» Вместе они сделали так себе саундтрек для «Волшебника» с клавишными композициями «You Can’t Win» и «Ease on Down the Road». Песни получились хорошими, но невзрачными. То же самое, конечно, нельзя сказать о «Don’t Stop ’Til You Get Enough». После ухода из Motown, почти через пять лет, это первый сингл из Off the Wall его первого сольного альбома под лейблом Epic. Несмотря на огромную работу над ним, Джексону нужно было что-то другое, для того чтобы произвести правильное впечатление. Джонс же сделал все очень точно. Он заменил детскость в характере и голосе на чувственность, в то время как Джексон создал свои фирменные приёмы в виде вокального икания, звука «Oho!» и др.

## Список композиций
| European 7» single (EPC 7763) - A. «Don’t Stop ’til You Get Enough (7» Edit)" — 3:58 - B. «I Can’t Help It» — 4:29 Netherlands 12" single (EPC 12.7763) - A. «Don’t Stop ’til You Get Enough» (12" Edit) — 5:53 - B. «I Can’t Help It» — 4:29 | «Visionary» DualDisc single (82876725112) CD side 1. «Don’t Stop ’til You Get Enough» — 3:59 2. «Don’t Stop ’til You Get Enough» (Original 12" Edit) — 5:53 DVD side 1. «Don’t Stop ’til You Get Enough» (Video) — 4:11 |

## Состав
| - Автор и композитор — Майкл Джексон - Продюсер — Куинси Джонс - Сопродюсер — Майкл Джексон - Основной вокал и бэк-вокал — Майкл Джексон - Дополнительный вокал — Джим Гилстрэп, Эуджи Джонсон, Мортонетт Джеркинс, Полетт Макуильямс и Зедрик Уильямс - Бас-гитара — Луис Джонсон - Ударная установка — Джон Робинсон - Клавишные — Грег Филлингейнес - Гитары — Дэвид Уильямс, Марло Хендерсон - Перкуссия — Майкл Джексон, Рэнди Джексон, Ричард Хэф, Паулину Да Коста | - Духовая аранжировка составлена Джерри Хеем и исполнена коллективом Sewland Horns: - Труба и флюгельгорн — Джерри Хей - Тенор, альт саксофоны и флейта — Ларри Уильямс - Баритон, тенор саксофоны и флейта — Ким Хатчкрофт - Тромбон — Уильям Рихенбах - Труба — Гэри Грант - Ритмическая аранжировка составлена Грегом Филлингейнсом и Майклом Джексоном - Аранжировка вокала и перкуссии составлена Майклом Джексоном - Струнная аранжировка составлена Бенов Урайтом - Концертмейстер — Джеральд Винчи - Звукорежиссёр — Брюс Суидин |

## Чарты
| Чарт (1979)                            | Высшая позиция |
| -------------------------------------- | -------------- |
| Australian ARIA Singles Chart          | 1              |
| Belgian Singles Chart                  | 1              |
| Danish Singles Chart                   | 1              |
| Holland Singles Chart                  | 2              |
| Swedish Singles Chart                  | 2              |
| Swiss Singles Chart                    | 4              |
| Norwegian Singles Chart                | 1              |
| UK Singles Chart                       | 3              |
| U.S. Billboard Hot 100                 | 1              |
| Чарт (2009)                            | Высшая позиция |
| Australian Singles Chart               | 21             |
| French Singles Chart                   | 9              |
| Japan Singles Top 100 Chart            | 77             |
| Portugal Singles Top 50 Chart          | 18             |
| Swedish Singles Chart                  | 50             |
| Swiss Singles Chart                    | 20             |
| UK Singles Chart                       | 37             |
| U.S. Billboard Hot Digital Songs Chart | 9              |

## Сертификации
| Регион | Сертификация  | Продажи    |
| --- | ------------- | ---------- |
| Австралия (ARIA) | Платиновый    | 70 000^    |
| Великобритания (BPI) · продажи на физических носителях                                                                                    | Серебряный    | 250 000^   |
| Великобритания (BPI) | Платиновый    | 812 000    |
| Дания (IFPI Danmark) | Золотой       | 45 000     |
| Италия (FIMI) · продажи начиная с 2009 | Золотой       | 35 000     |
| США (RIAA) | Платиновый    | 1 000 000^ |
| США (RIAA) · цифровые продажи | 5× Платиновый | 5 000 000  |
| ^ Данные о тиражах приведены только на основе сертификации. · Данные о продажах + прослушиваниях приведены только на основе сертификации. |               |            |